# Wigtownshire
Wigtownshire o el condado de Wigtown (escocés, Coontie o Wigtoun; gaélico, Siorrachd Bhaile na h-Uige) es un condado de registro en el suroeste de Escocia (Reino Unido). Limita con Ayrshire al norte, y el Stewartry of Kirkcudbright al este. Juntos The Stewartry y Wigtownshire son mencionados como Galloway: hasta el siglo XIX Wigtownshire fue también conocido a veces como West Galloway. Tiene una superficie de 1.263 km², y su capital es Wigtown. Como Wigtown es una lieutenancy area. La capital fue históricamente Wigtown. Con el establecimiento de un concejo condal en 1890, Stranraer, la ciudad más grande en el condado, se convirtió en el centro administrativo. Wigtown incluye la punta más meridional de Escocia, el Mull de Galloway, los Machars y la península de los Rhins de Galloway. La carretera principal que se une a la zona son la A77 al norte, y la A75 al este. Actualmente está administrada por el Concejo de Dumfries and Galloway. Hasta 1975 fue un condado.[cita requerida]

## Principales ciudades
- Newton Stewart
- Stranraer
- Whithorn
- Wigtown

## Otras localidades importantes
- Ardwell
- Sandhead
- Castle Kennedy
- Drummore
- Glenluce
- Kirkcowan
- Portpatrick
- Port William
- New Luce